# Manucodia
Manucodia Boddaert, 1783 è un genere di uccelli passeriformi della famiglia Paradisaeidae.

## Descrizione
Le manucodie sono uccelli di dimensioni medie, che coi loro 35–45 cm di lunghezza rappresentano però dei veri giganti fra gli uccelli del paradiso.
Le manucodie sono piuttosto rassomiglianti a dei corvi: presentano infatti aspetto robusto, grossa testa con forte becco conico, forti zampe artigliate e coda squadrata e piuttosto allungata. Il piumaggio è dominato dalle tonalità del nero, con presenza di iridescenze più o meno marcate su collo e area dorsale: sulla testa possono essere presenti piume arricciate.
Le manucodie sono fra i pochissimi paradiseidi a presentare dimorfismo sessuale molto poco marcato, coi due sessi estremamente simili, fatta salva una tendenza dei maschi ad essere leggermente più grossi e massicci e a presentare una coda lievemente più lunga rispetto alle femmine.

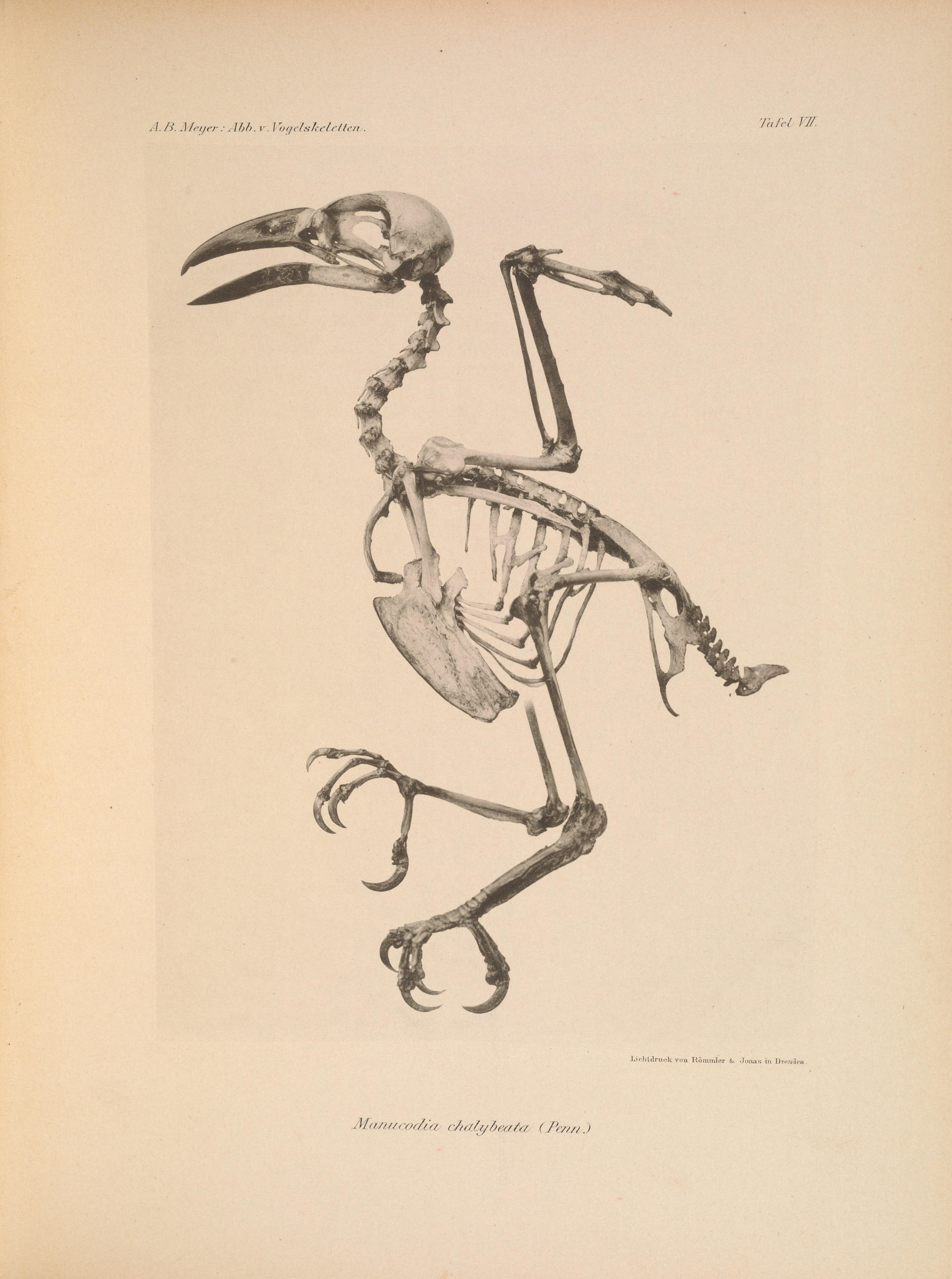
Illustrazione di scheletro di M. chalybatus
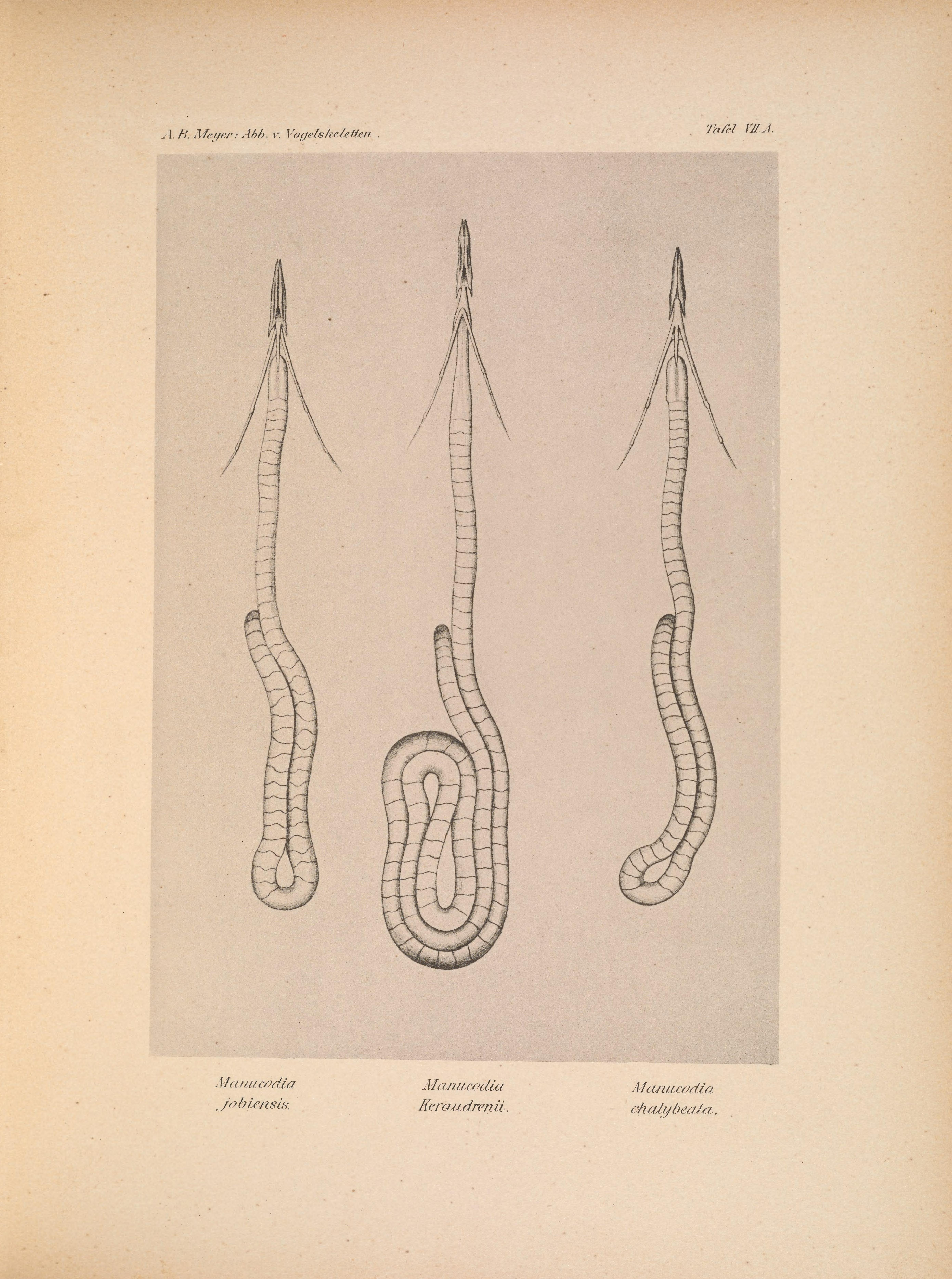
Confronto fra trachea di Manucodia jobiensis, M. keraudrenii (attualmente Phonygammus keraudrenii) e M. chalybatus

## Distribuzione e habitat
Le manucodie sono uccelli diffusi unicamente in Nuova Guinea e in alcune isole circonvicine.
Questi uccelli sono diffusi nella foresta pluviale, anche secondaria, ed in generale nelle aree con buona copertura boschiva: rispetto agli altri uccelli del paradiso, tuttavia, le manucodie sono meno esigenti in termini di habitat, colonizzando senza problemi anche parchi, piantagioni e potendo essere osservate persino nelle aree di savana alberata.

## Biologia
Questi uccelli vivono da soli o in coppie: passano la giornata nella canopia o fra i rami, alla ricerca di cibo, rappresentato essenzialmente da frutta, ma anche da piccoli invertebrati.
A differenza di molti altri uccelli del paradiso, le manucodie hanno abitudini riproduttive strettamente monogame, coi due partner che collaborano nella costruzione del nido, nella cova e nell'allevamento della prole.

## Tassonomia
Se ne conoscono quattro specie:
- Manucodia ater (R.Lesson, 1830) - manucodia nera;
- Manucodia jobiensis Salvadori, 1876 - manucodia di Jobi;
- Manucodia chalybatus (J.R.Forster, 1781) - manucodia crespata;
- Manucodia comrii P.L.Sclater, 1876 - manucodia crestariccia.

La manucodie sono molto basali rispetto agli altri uccelli del paradiso, andando a formare assieme al corvo del paradiso e alla manucodia trombettiera un clade che ha cominciato a divergere circa dieci milioni di anni fa.
Il nome "manucodia" deriva dal giavanese manuk dewata (trascritto da Massimiliano Transilvano come mamuco diata), col significato di "uccelli degli dei".